# Ptenomela blanchardi
Ptenomela blanchardi är en skalbaggsart som beskrevs av Kirsch 1870. Ptenomela blanchardi ingår i släktet Ptenomela och familjen Rutelidae. Inga underarter finns listade i Catalogue of Life.